# Seiridium intermedium
Seiridium intermedium är en svampart som först beskrevs av Pier Andrea Saccardo, och fick sitt nu gällande namn av B. Sutton 1975. Seiridium intermedium ingår i släktet Seiridium och familjen Amphisphaeriaceae.   Inga underarter finns listade i Catalogue of Life.